# Dean Holdsworth
Dean Christopher Holdsworth (Walthamstow, 8 novembre 1968) è un allenatore di calcio ed ex calciatore britannico.

## Biografia
È fratello di David Holdsworth.

## Carriera
Ha militato in numerosi clubs inglesi tra i quali il Watford F.C. e il Wimbledon FC ai tempi di John Fashanu e Dennis Wise.
Può anche vantare una presenza ed un gol nella compagine B della Nazionale inglese, risalente al 1994.
Il suo stile di gioco è quello classico di un finalizzatore, tanto che tra il 1989 e il 2003 ha segnato più di 400 reti con le maglie di Brentford F.C., Wimbledon FC e Bolton Wanderers.
Nel 2007 ha allenato il Redbrige, squadra di Isthmian League.
Recentemente è stato ingaggiato come allenatore-giocatore dai gallesi del Newport County A.F.C., nel tentativo
di accedere alla Conference National la prossima stagione.
Tristemente, alla bravura professionale di Holdsworth non si accompagna uno stile di vita altrettanto positivo fuori del campo: oltre ad essere stato coinvolto in uno scandalo con una porno-star nel 1996, tre anni più tardi fu condannato a 18 mesi con la condizionale per aver picchiato la moglie.
Ha anche presenziato ad alcune serie TV inglesi.

## Palmarès

### Giocatore

#### Club
- Third Division: 1

Brentford: 1991-1992
- Campionato inglese di quarta divisione: 1

Rushden & Diamonds: 2002-2003
- Conference League South: 1

Weymouth: 2005-2006

#### Individuale
- Capocannoniere della Football League Cup: 1

1991-1992 (6 gol)

### Allenatore

#### Competizioni nazionali
- Conference League South: 1

Newport County: 2009-2010